# 1534 Näsi
1534 Näsi là một tiểu hành tinh vành đai chính với chu kỳ quỹ đạo là 1649.3803209 ngày (4.52 năm).
Nó được phát hiện 20 tháng 1 năm 1939.